# Hyphoderma lunasporum
Hyphoderma lunasporum är en svampart som beskrevs av Gilb. & Hemmes 2004. Hyphoderma lunasporum ingår i släktet Hyphoderma och familjen Meruliaceae.   Inga underarter finns listade i Catalogue of Life.